# Stefan Reinartz
Stefan Reinartz (Engelskirchen, 1 de janeiro de 1989) era um futebolista alemão que atuava como volante. Aposentou se por problemas de saude.